# Monochaetum discolor
Monochaetum discolor är en tvåhjärtbladig växtart som beskrevs av Gustav Karl Wilhelm Hermann Karsten och José Jéronimo Triana. Monochaetum discolor ingår i släktet Monochaetum och familjen Melastomataceae. Inga underarter finns listade i Catalogue of Life.